# Нелични глаголни форми
Нелични глаголни форми са онези форми на глагола, които не изразяват граматическата категория лице.
Например формата реже е лична (спрегната): тя е в трето лице, единствено число. Обаче формата рязал (минало свършено деятелно причастие) е нелична, защото е еднаква за всички лица:
аз съм рязал, ти си рязал, той е рязал,
тази форма е нечленувана, има число (единствено), време (минало свършено), залог (деятелен) и вид (несвършен), но няма лице.

## Български език
Неличните глаголни форми в съвременния български език представляват преход между глагол и някоя друга част на речта:
- Причастията са преход между глагол и прилагателно име.
- Деепричастията са преход между глагол и наречие.
- Отглаголните съществителни имена са преход между глагол и съществително име.

Деепричастията понякога се отнасят към причастията, понякога се отделят в самостоятелна категория.
Съвременният български език не притежава инфинитив и супин, които също са нелични глаголни форми.

## Вижте още
- Безличен глагол